# Cantó de Ribeauvillé
El cantó de Ribeauvillé (alsacià kanton Rapperschwir) és una divisió administrativa francesa situat al departament de l'Alt Rin i a la regió del Gran Est També forma part de la segona circumscripció de l'Alt Rin.

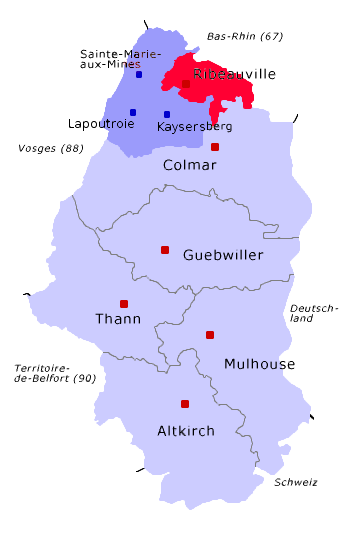
representació del cantó de Ribeauvillé al districte de Ribeauvillé i al departament de l'Alt Rin

## Composició
El cantó aplega 10 comunes :
| Nom alsacià | Nom francès     | Nom alemany    |
| Barige      | Bergheim        | Bergheim       |
| Dànnekírich | Thannenkirch    | Thannenkirch   |
| Geemàr      | Guémar          | Gemar          |
| Hunewihr    | Hunawihr        | Hunaweier      |
| Íllhísre    | Illhaeusern     | Illhäusern     |
| Ostheim     | Ostheim         | Ostheim        |
| Ràppschwihr | Ribeauvillé     | Rappoltsweiler |
| Rodre       | Rodern          | Rodern         |
| Rorschwihr  | Rorschwihr      | Rorschweier    |
| Sampílt     | Saint-Hippolyte | Sankt Pilt     |

## Conseller general de l'Alt Rin
- 1994-2008: Pierre Schmitt (Les Verts)
- 2008-2014: Pierre Bihl (Unió pel Moviment Popular), alcalde de Bergheim